# 성 마르카 교회 (베오그라드)

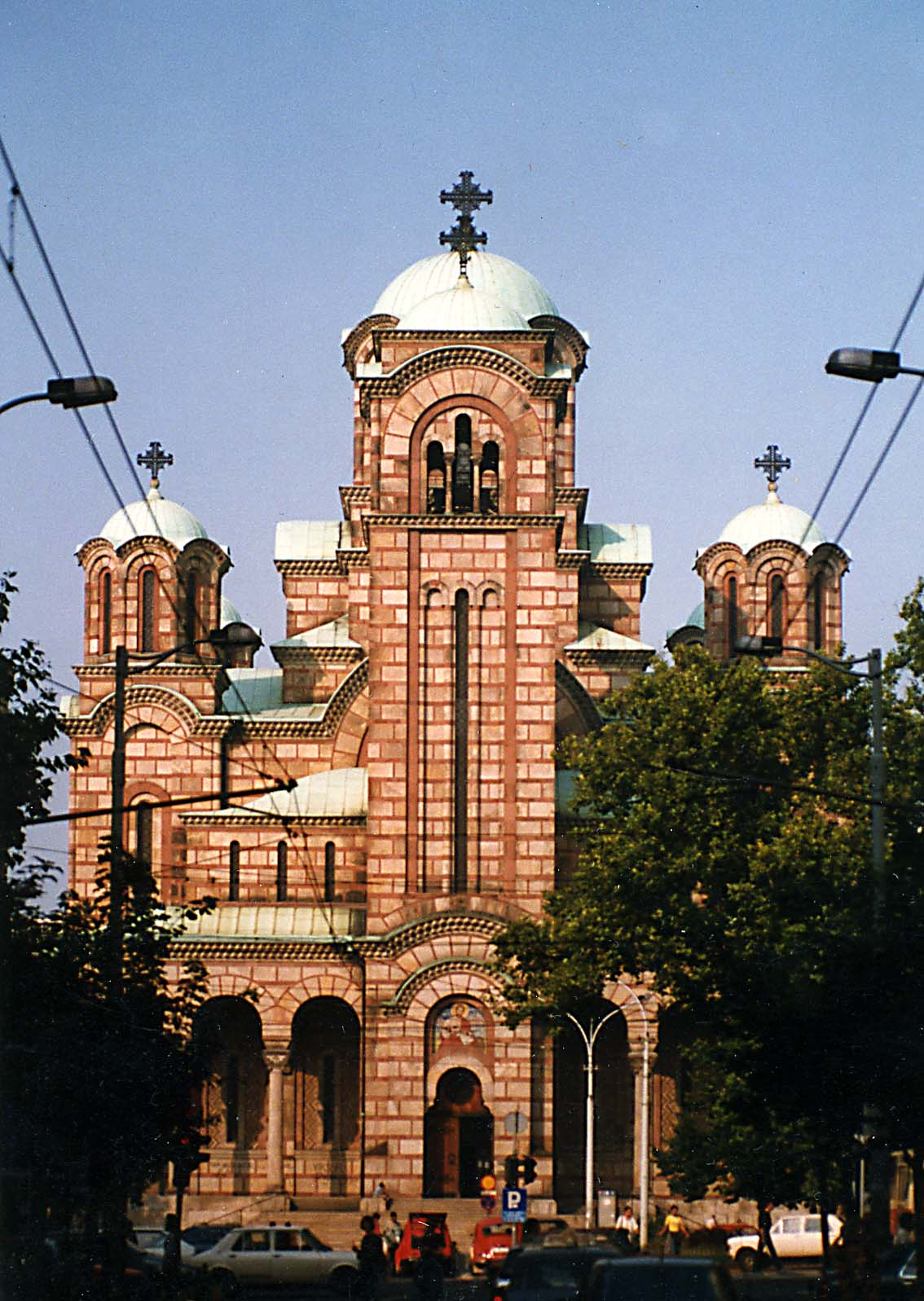
성 마르카 교회

성 마르카 교회(세르비아어: Црква Светог Марка)는 세르비아 베오그라드 타슈마이단 공원에 위치한 세르비아 정교회이다.